# Olbramice (Olomouci járás)
Olbramice település Csehországban, a Olomouci járásban. Olbramice Vilémov, Laškov, Náměšť na Hané, Senice na Hané és Bohuslavice településekkel határos. Lakosainak száma 217 fő (2024. január 1.).

## Népesség
A település lakosságának változását az alábbi diagram mutatja:
| Lakosok száma | 233  | 306  | 333  | 255  | 250  | 221  | 217  | 219  | 231  | 217  |
|               | 1869 | 1890 | 1921 | 1950 | 1980 | 2001 | 2017 | 2019 | 2022 | 2024 |